# 鈴木清一 (参議院議員)
鈴木 清一 （すずき せいいち、1904年（明治37年）7月15日 - 没年不詳）は、日本の労働運動家、日本社会党参議院議員。

## 経歴
本籍静岡県。攻玉社工学校（現・攻玉社中学校・高等学校）土木科修了。1923年、鉄道省に入り、東京鉄道局新橋保線区線路工手となる。のち運輸技官、国鉄労働組合総連合会中央委員などを務める。
1947年4月、第1回参議院議員通常選挙に全国区から日本社会党所属で出馬して当選し、参議院議員に一期在任した。
1951年10月、詐欺への関与。３０万円の競輪、競馬金銭授受した。1951年12月に拘束。1952年2月、夫人が自宅にて猫イラズを飲み首つり自殺未遂。